# Nikita Zajcev
Nikita Igorevič Zajcev (in russo Никита Игоревич Зайцев?; Mosca, 29 ottobre 1991) è un hockeista su ghiaccio russo.

## Palmarès

### Mondiali
- 1 medaglia:
  - 1 bronzo (Russia 2016)